# Hongaarse mythologie

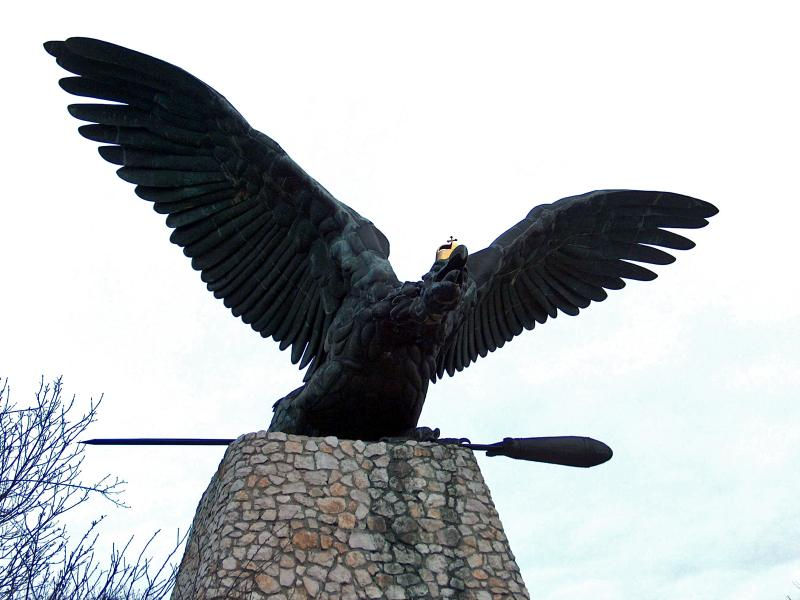
Turul, een mythische vogel en symbool van Hongarije

De Hongaarse mythologie bevat mythes, legendes, folklore, sprookjes en goden van de Hongaren. Vele delen van de mythologie worden gezien als kwijtgeraakt, alleen een paar teksten zijn gevonden die kunnen worden geclassificeerd als mythe. Maar in de laatste honderd jaar zijn er meerdere nieuwe teksten teruggevonden.
De belangrijkste bronnen zijn:
- Folklore, veel mythologische personen en wezens komen voor in liederen, volksverhalen, legendes en speciale tradities die gelinkt zijn aan speciale data die nergens anders in bekend zijn.
- Middeleeuwse kronieken.
- Manuscripten over Hongaren door niet-Hongaarse schrijvers (meestal van voor het jaar 850).
- Archeologie.

## De mythologie in het kort
De wereld is verdeeld in drie delen. Het eerste is de bovenwereld (Felső világ), het huis van de goden. Het tweede is de middenwereld (Középső világ), waar de wereld is zoals wij die kennen. Het derde is de onderwereld (Alsó világ). In het midden van de wereld staat een lange boom: de boom van het leven, de wereldboom of levensboom (Világfa/Életfa). Het bladerdak is de bovenwereld. De middelwereld bevindt zich bij de stronk, en de onderwereld rondom de wortels. In sommige verhalen heeft de boom fruit in de vorm van gouden appels.

### Bovenwereld
De goden en de goede zielen wonen in de bovenwereld. De goden hebben allemaal dezelfde rang, maar de belangrijkste is Isten (wat god betekent in het Hongaars). Hij heeft de controle over de wereld, verandert het lot van de mensheid, bekijkt de middelwereld vanaf de lucht en geeft soms waarschuwingen door middel van bliksem (mennykő). Isten heeft de wereld gecreëerd met de hulp van Ördög (de duivel). Andere goden zijn bijvoorbeeld Istenanya ('moeder god'), ook wel bekend als Boldogasszony ('gezegende dame') en Hadúr (god van de oorlog).
De maan en zon bevinden zich ook in de bovenwereld. De lucht is een grote tent gedragen door de boom van het leven, waar soms gaten in zitten. Deze gaten zijn sterren.

### Middenwereld
De middenwereld wordt gedeeld door de mensheid en vele mythologische wezens. Het overgrote deel is bovennatuurlijk. Er zijn geesten van bossen en wateren, die de opdracht hebben gekregen om mensen bang te maken. Hun namen verschillen per regio. Er zijn vrouwen, als voorbeeld, de sellő (Zeemeermin) die leven in de wateren en een menselijk bovenlichaam hebben en het onderlichaam van een vis. De wind is onder controle van een oude vrouw genaamd Szélanya (windmoeder) of Szélkirály (windkoning). De Sárkány (draak) is een angstaanjagend wezen: hij is de vijand van meerdere helden in sprookjes en symboliseert de innerlijke strijd van de helden. De lidérc is een geestelijk, mythologisch wezen met meerdere verschillende uiterlijken, alles wat hij doet is kwaadwillend. De manók (elfen/ aardmannen) en de törpék (dwergen) zijn wezens die in de bossen en ondergronds leven. Óriások (reuzen) leven in de gebergtes. De meest favoriete wezens zijn de tündérek (feeën), die mooie en jonge maagden of vrouwelijke wezens zijn. Ze helpen mensen, soms door ze drie wensen te schenken. Het tegenovergestelde zijn de bábák, die worden beschreven als oude heksen. 

### Onderwereld
De onderwereld is de plek voor de slechte zielen (dus slechte geesten en de zielen van dode mensen die slecht en gemeen waren in hun leven). Dit is het thuis van Ördög. Hij is de maker van alles wat slecht is voor mensen: als voorbeeld, de maker van vervelende dieren zoals de vlooien, luizen en vliegen.